# 拉斯克拉沃里
拉斯克拉沃里（法語：Lasclaveries，法語發音：[lasklavʁi]）是法国大西洋比利牛斯省的一个市镇，属于波城区。

## 地理
拉斯克拉沃里（43°26'11"N, 0°17'27"W）面积6.13 平方千米，位于法国新阿基坦大区大西洋比利牛斯省，该省份为法国东南部省份，涵盖了贝阿恩与北巴斯克，西临大西洋比斯開灣，北至朗德省，东北接热尔省，东临上比利牛斯省，南与西班牙接壤。
与拉斯克拉沃里接壤的市镇（或旧市镇、城区）包括：欧里亚克、巴兰克、米奥桑拉尼斯、圣阿尔穆、塞维尼亚克。

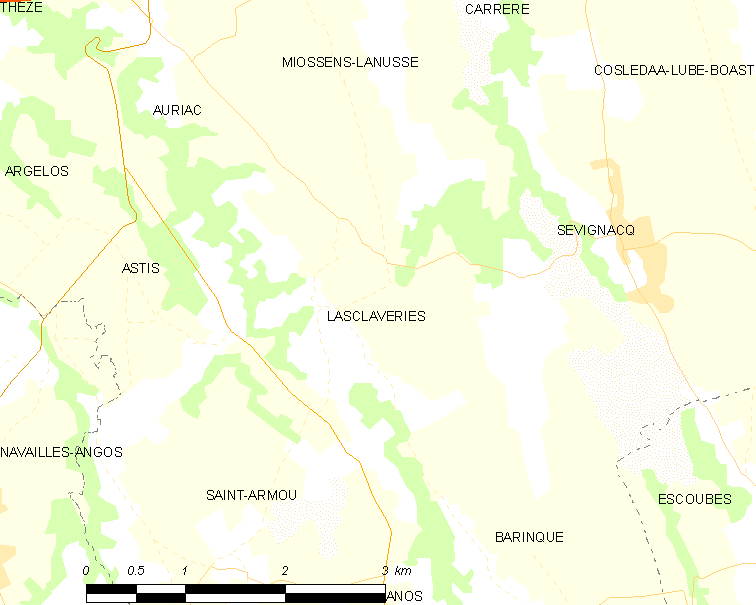
拉斯克拉沃里的OSM定位图

拉斯克拉沃里的时区为UTC+01:00、UTC+02:00（夏令时）。

## 行政
拉斯克拉沃里的邮政编码为64450，INSEE市镇编码为64321。

## 政治
拉斯克拉沃里所属的省级选区为吕伊河土地和维克比伊山坡县。

## 人口

1962-2008年间拉斯克拉沃里人口变化图示

拉斯克拉沃里于2022年1月1日时的人口数量为248人。